# Braian Ojeda
Braian Óscar Ojeda Rodríguez er en paraguayansk fodboldspiller, som spiller for MLS-klubben Real Salt Lake og Paraguays landshold.

## Karriere
Braian Ojeda begyndte sin karriere som ungdomsspiller i den paraguayansk klub, Olimpia. Han rykkede op til seniorholdet i 2018, og fik spillet sin debut den 2. december mod Sol de América. I 2019 blev han lejet ud til Defensa y Justicia i Argentina.
Den 31. august 2021 blev det offentliggjort, at Braian Ojeda skiftede til Nottingham Forest. Den 23. november 2021 fik Ojeda spillet sin debut mod Luton Town.
Den 4. august 2022 blev han udlejet til MLS-klubben Real Salt Lake. Den 1. august 2023 blev hans skifte til klubben permanent.